# Arachnangraecum
Arachnangraecum es una sección del género Angraecum perteneciente a la familia de las orquídeas.
Contiene  unas 17 especies originarias de Madagascar, Mascareñas  y  África continental. Todas las especies de esta sección tienen características interesantes a excepción de una.	

## Especies seleccionadas
Tiene unas 17 especies:
- Angraecum ampullaceum Bosser
- Angraecum birrimense Rolfe
- Angraecum conchiferum
- Angraecum eichlerianum Kraenzl.
- Angraecum expansum
- Angraecum germinyanum Hook.f.
- Angraecum humberti H.Perrier 1939
- Angraecum infundibulare Schltr.
- Angraecum mirabile Schltr.
- Angraecum platycornu Hermans, P.J.Cribb, Bosser (2002)
- Angraecum popowii Braem (1991 )
- Angraecum pseudofilicornu H.Perrier (1938)
- Angraecum teretifolium Ridl. (1885)
- Angraecum viguieri Schltr.